# Hal Draper
Hal Draper, ursprungligen Harold Dubinsky, född 19 september 1914 i Brooklyn i New York, död 26 januari 1990 i Berkeley i Kalifornien, var en amerikansk socialistisk aktivist och författare. Han spelade en viktig roll i en rörelse för yttrandefrihet i Berkeley. Han är känd för sina studier om historien kring och betydelsen av Karl Marx verk.
Draper var förespråkare för vad han kallade socialism underifrån, självemancipation av arbetarklassen, i motsats till kapitalism och stalinistisk byråkrati. Han var en av skaparna av ett tredje läger i trotskistisk riktning.

## Biografi
Hal Draper var son till etniska judar som emigrerade till Amerika från Ukraina, då en del av Kejsardömet Ryssland. Hans far, Samuel Dubinsky (död 1924) var chef för en skjortfabrik. Hans mor, Annie Kornblatt Dubinsky, drev en godisaffär för att överleva ekonomiskt efter sin mans död. Han var ett av fyra barn, och den amerikanske historikern Theodore Draper var hans bror.
När Hal Draper var 18 år insisterade hans mor på att byta familjens namn till det mer amerikanskklingande namnet Draper"för att skydda barnen från antisemitism under deras framtida yrkesliv. Hal Draper tog examen vid Boys High School och tog en kandidatexamen vid Brooklyn College 1934.

## Verk
- Out of their own mouths: a documentary study of the new line of the Comintern on war New York : Young People's Socialist League, Greater New York Federation, 1935
- Are you ready for war? New York : Young People's Socialist League, 1937
- The truth about Gerald Smith: America's no. 1 fascist San Pedro, Calif: Workers Party, Los Angeles Section, 1945
- Jim Crow in Los Angeles Los Angeles: Workers Party, 1946
- ABC of Marxism: outline text for class and self study Los Angeles: Workers Party, 1946
- Labor, key to a better world Austin, Tex: Young People's Socialist League, 1950–1959?
- The two souls of socialism: socialism from below v. socialism from above New York : Young People's Socialist League, 1963
- Joseph Weydemeyer's "Dictatorship of the proletariat". [n.p.] Labor History, 1962
- Notes on the India–China border war U.S.?: s.n., 1962
- Marx and the dictatorship of the proletariat Paris : I.S.E.A, Cahiers de l'Institut de science économique appliquée #129 Série S,; Etudes de marxologie #6 1962
- Introduction to independent socialism; selected articles from Labor action Berkeley, Independent Socialist Press 1963
- The mind of Clark Kerr. [Berkeley, Calif.] Independent Socialist Club 1964
- Independent socialism, a perspective for the left Berkeley, Calif. : Independent Socialist Committee,  1964 Independent Socialist Committee pamphlet #1
- Third camp; the independent socialist view of war and peace policy Berkeley, Calif. : Independent Socialist Committee, 1965 Independent Socialist Committee pamphlet #2
- Berkeley: the new student revolt New York : Grove Press, 1965
- "The Two Souls of Socialism," New Politics, 1966
- Strike!: the second battle of Berkeley : what happened and how can we win (with others) [Berkeley, Calif.? : s.n.,  1966
- The fight for independence in Vietnam. Berkeley, Calif. Independent Socialist Club 1966
- Independent socialism and war; articles Berkeley, Calif. Independent Socialist Committee  1966 Independent socialist clippingbooks, #2
- Zionism, Israel, & the Arabs: the historical background of the Middle East tragedy [Berkeley, Calif. : s.n.] 1967 Independent socialist clippingbooks, #3
- The first Israel-Arab war, 1948–49 Berkeley : Independent Socialist Clippingbooks,  1967 	Independent Socialist Clippingbooks Xerocopy series #X-2
- The dirt on California; agribusiness and the University [Berkeley, Calif., Independent Socialist Clubs of America, 1968
- Karl Marx & Friedrich Engels: articles in the New American cyclopaedia. Berkeley, Calif. Independent Socialist Press 1969 Independent socialist clippingbooks, #5
- The Permanent war economy Berkeley, Calif. Independent Socialist Press 1970 Independent socialist clippingbooks, #7
- Notebook on the Paris Commune; press excerpts & notes.' by Karl Marx Berkeley, Calif. Independent Socialist Press 1971 (editor) Independent socialist clippingbooks, #8
- Writings on the Paris Commune by Karl Marx New York Monthly Review Press 1971 (editor)
- The Politics of Ignazio Silone: a controversy around Silone's statement "My political faith" : contributions' (with Ignazio Silone, Lucio Libertini and Irving Howe) Berkeley, Calif. Independent Socialist Press 1974  Independent socialist clippingbooks, #10
- Karl Marx's theory of revolution Vol. 1 State and bureaucracy New York Monthly Review Press 1977
- Karl Marx's theory of revolution Vol. 2 The politics of social classes New York Monthly Review Press 1978
- The complete poems of Heinrich Heine: a modern English version by Heinrich Heine Boston: Suhrkamp/Insel; Oxford: Distributed by Oxford University Press 1982
- The annotated Communist manifesto Berkeley, CA: Center for Socialist History 1984
- The adventures of the Communist manifesto Berkeley, CA: Center for Socialist History 1984
- The Marx–Engels register: a complete bibliography of Marx and Engels' individual writings New York : Schocken Books, 1985
- The Marx–Engels chronicle: a day-by-day chronology of Marx and Engels' life and activity New York : Schocken Books, 1985
- The Marx–Engels cyclopedia New York : Schocken Books, 1985–1986
- Karl Marx's theory of revolution Vol. 3 The "Dictatorship of the Proletariat" New York Monthly Review Press 1986
- The "dictatorship of the proletariat" from Marx to Lenin New York Monthly Review Press 1987
- America as overlord: from Yalta to Vietnam  Berkeley, CA: Independent Socialist Press 1989 Draper papers, #1
- Karl Marx's theory of revolution Vol. 4 Critique of other socialisms New York Monthly Review Press 1990
- Socialism from below Atlantic Highlands, NJ: Humanities Press, 1992
- War and revolution: Lenin and the myth of revolutionary defeatism Atlantic Highlands, NJ: Humanities Press, 1996